# Torneo Centroamericano 1988
El Torneo Centroamericano 1988 fue la decimocuarta edición del Torneo Centroamericano de la Concacaf, torneo de fútbol a nivel de clubes de Centroamérica organizado por la Concacaf y que contó con la participación de 10 equipos de la región. Los dos primeros lugares estarían en la fase final de la Copa de Campeones de la Concacaf 1988.
La LD Alajuelense de Costa Rica fue el campeón del torneo por ganar la cuadrangular final, mientras que el CD Olimpia de Honduras, campeón de la edición anterior, quedó en segundo lugar.

## Equipos participantes
En cursiva los equipos debutantes en el torneo.
| País                  | Equipo                                 |
| --------------------- | -------------------------------------- |
| Costa Rica · 2 cupos  | LD Alajuelense AD Municipal Puntarenas |
| Honduras 2 cupos      | CD Olimpia CD Marathón                 |
| Guatemala · 2 cupos   | Aurora FC CSD Municipal                |
| El Salvador · 2 cupos | CD FAS CD Águila                       |
| Panamá · 1 cupo       | CD Plaza Amador                        |

## Primera ronda
| 5 de junio de 1988 | Plaza Amador | 0:2 (0:2) | Alajuelense                         | Estadio Revolución, Ciudad de Panamá                        |                                                             |
|                    |              |           | Arroyo 16' (pen.) · Stevanovich 22' | Asistencia: 3,800 espectadores Árbitro(s): Rodolfo Martínez | Asistencia: 3,800 espectadores Árbitro(s): Rodolfo Martínez |

| 12 de junio de 1988 | Alajuelense                   | 2:1 (1:1) (Global 4:1) | Plaza Amador | Estadio Alejandro Morera Soto, Alajuela                       |                                                               |
|                     | Stevanovich 30' · Ramírez 88' |                        | Arias 38'    | Asistencia: 4,833 espectadores Árbitro(s): José Antonio Gómez | Asistencia: 4,833 espectadores Árbitro(s): José Antonio Gómez |

## Grupo A
Jugado en Ciudad de Guatemala, Guatemala.
| Equipo      | PJ | PG | PE | PP | GF | GC | Dif | Pts. |
| ----------- | -- | -- | -- | -- | -- | -- | --- | ---- |
| Alajuelense | 3  | 2  | 1  | 0  | 4  | 2  | +2  | 5    |
| Marathón    | 3  | 2  | 0  | 1  | 3  | 1  | +2  | 4    |
| Municipal   | 3  | 1  | 1  | 1  | 4  | 4  | 0   | 3    |
| Águila      | 3  | 0  | 0  | 3  | 2  | 6  | -4  | 0    |

| 26 de junio de 1988 | Alajuelense              | 2:1 (1:0) | Águila     | Estadio Mateo Flores, Ciudad de Guatemala                    |                                                              |
|                     | Ramírez 25' · Solano 66' |           | Zapata 52' | Asistencia: 5,000 espectadores Árbitro(s): Carlos Mendizábal | Asistencia: 5,000 espectadores Árbitro(s): Carlos Mendizábal |

| 26 de junio de 1988 | Municipal | 0:2 (0:0) | Marathón          | Estadio Mateo Flores, Ciudad de Guatemala |  |
|                     |           |           | Castillo 52', 77' |                                           |  |

| 29 de junio de 1988 | Águila | 0:1 (0:1) | Marathón  | Estadio Mateo Flores, Ciudad de Guatemala |  |
|                     |        |           | Smith 26' |                                           |  |

| 29 de junio de 1988 | Municipal        | 1:1 (1:0) | Alajuelense | Estadio Mateo Flores, Ciudad de Guatemala |                         |
|                     | Pérez 33' (pen.) |           | Guillén 80' | Árbitro(s): Julio López                   | Árbitro(s): Julio López |

| 3 de julio de 1988 | Marathón | 0:1 (0:0) | Alajuelense | Estadio Mateo Flores, Ciudad de Guatemala |  |
|                    |          |           | Chacón 70'  |                                           |  |

| 3 de julio de 1988 | Águila            | 1:3 (0:1) | Municipal                                     | Estadio Mateo Flores, Ciudad de Guatemala |  |
|                    | Güelmo 80' (pen.) |           | Gómez 26' · Carreño 51' (a.g.) · Archilla 72' |                                           |  |

## Grupo B
Jugado en Tegucigalpa, Honduras.
| Equipo               | PJ | PG | PE | PP | GF | GC | Dif | Pts. |
| -------------------- | -- | -- | -- | -- | -- | -- | --- | ---- |
| Olimpia              | 3  | 2  | 1  | 0  | 6  | 2  | +4  | 5    |
| Aurora               | 3  | 1  | 2  | 1  | 4  | 2  | +2  | 4    |
| FAS                  | 3  | 0  | 2  | 1  | 4  | 6  | -2  | 2    |
| Municipal Puntarenas | 3  | 0  | 1  | 2  | 2  | 6  | -4  | 1    |

| 26 de junio de 1988 | Aurora            | 2:0 (0:0) | Municipal Puntarenas | Estadio Nacional, Tegucigalpa                                  |                                                                |
|                     | González 53', 56' |           |                      | Asistencia: 22,000 espectadores Árbitro(s): José Antonio Gómez | Asistencia: 22,000 espectadores Árbitro(s): José Antonio Gómez |

| 26 de junio de 1988 | Olimpia                                         | 3:1 (1:1) | FAS        | Estadio Nacional, Tegucigalpa   |                                 |
|                     | Rivera 45' (pen.) · Espinoza 66' · Williams 78' |           | Gudiel 10' | Asistencia: 22,143 espectadores | Asistencia: 22,143 espectadores |

| 30 de junio de 1988 | FAS                          | 2:2 (1:1) | Municipal Puntarenas     | Estadio Nacional, Tegucigalpa |  |
|                     | Barrantes 33' · Guerrero 81' |           | Morales 13' · Arnaez 67' |                               |  |

| 30 de junio de 1988 | Olimpia     | 1:1 (0:1) | Aurora    | Estadio Nacional, Tegucigalpa   |                                 |
|                     | Sambulá 51' |           | Funes 14' | Asistencia: 31,234 espectadores | Asistencia: 31,234 espectadores |

| 3 de julio de 1988 | Aurora  | 1:1 | FAS         | Estadio Nacional, Tegucigalpa |  |
|                    | Sánchez |     | Desconocido |                               |  |

| 3 de julio de 1988 | Municipal Puntarenas | 0:2 (0:0) | Olimpia                     | Estadio Nacional, Tegucigalpa |  |
|                    |                      |           | Sambulá 51' · Contreras 89' |                               |  |

## Ronda final
Jugado en Honduras.
| Equipo      | PJ | PG | PE | PP | GF | GC | Dif | Pts. |
| ----------- | -- | -- | -- | -- | -- | -- | --- | ---- |
| Alajuelense | 3  | 1  | 2  | 0  | 4  | 2  | +2  | 4    |
| Olimpia     | 3  | 1  | 2  | 0  | 3  | 2  | +1  | 4    |
| Aurora      | 3  | 0  | 2  | 1  | 2  | 3  | -1  | 2    |
| Marathón    | 3  | 1  | 0  | 2  | 3  | 5  | -2  | 2    |

| 17 de agosto de 1988 | Olimpia | 0:0 | Aurora | Estadio Nacional, Tegucigalpa   |  |
|                      |         |     |        | Asistencia: 27,700 espectadores |  |

| 18 de agosto de 1988 | Marathón | 0:2 (0:2) | Alajuelense             | Estadio Francisco Morazán, San Pedro Sula                  |                                                            |
|                      |          |           | Arroyo 13' · Rhoden 36' | Asistencia: 24,000 espectadores Árbitro(s): Jorge Meléndez | Asistencia: 24,000 espectadores Árbitro(s): Jorge Meléndez |

| 21 de agosto de 1988 | Alajuelense      | 1:1 (1:0) | Olimpia           | Estadio Nacional, Tegucigalpa                                 |                                                               |
|                      | Arroyo 4' (pen.) |           | Rivera 71' (pen.) | Asistencia: 28,000 espectadores Árbitro(s): José Carlos Ortiz | Asistencia: 28,000 espectadores Árbitro(s): José Carlos Ortiz |

| 21 de agosto de 1988 | Aurora       | 1:2 (0:0) | Marathón       | Estadio Francisco Morazán, San Pedro Sula |  |
|                      | González 85' |           | Laing 60', 70' |                                           |  |

| 24 de agosto de 1988 | Alajuelense      | 1:1 (1:0) | Aurora    | Estadio Nacional, Tegucigalpa |  |
|                      | Arroyo 7' (pen.) |           | Serra 83' |                               |  |

| 24 de agosto de 1988 | Olimpia                       | 2:1 (1:0) | Marathón          | Estadio Nacional, Tegucigalpa |  |
|                      | Rivera 5' (pen.) · Flores 76' |           | Dueñas 82' (pen.) |                               |  |

## Campeón
Alajuelense
Campeón
1° título